# Musentempel im Schlosspark Tiefurt

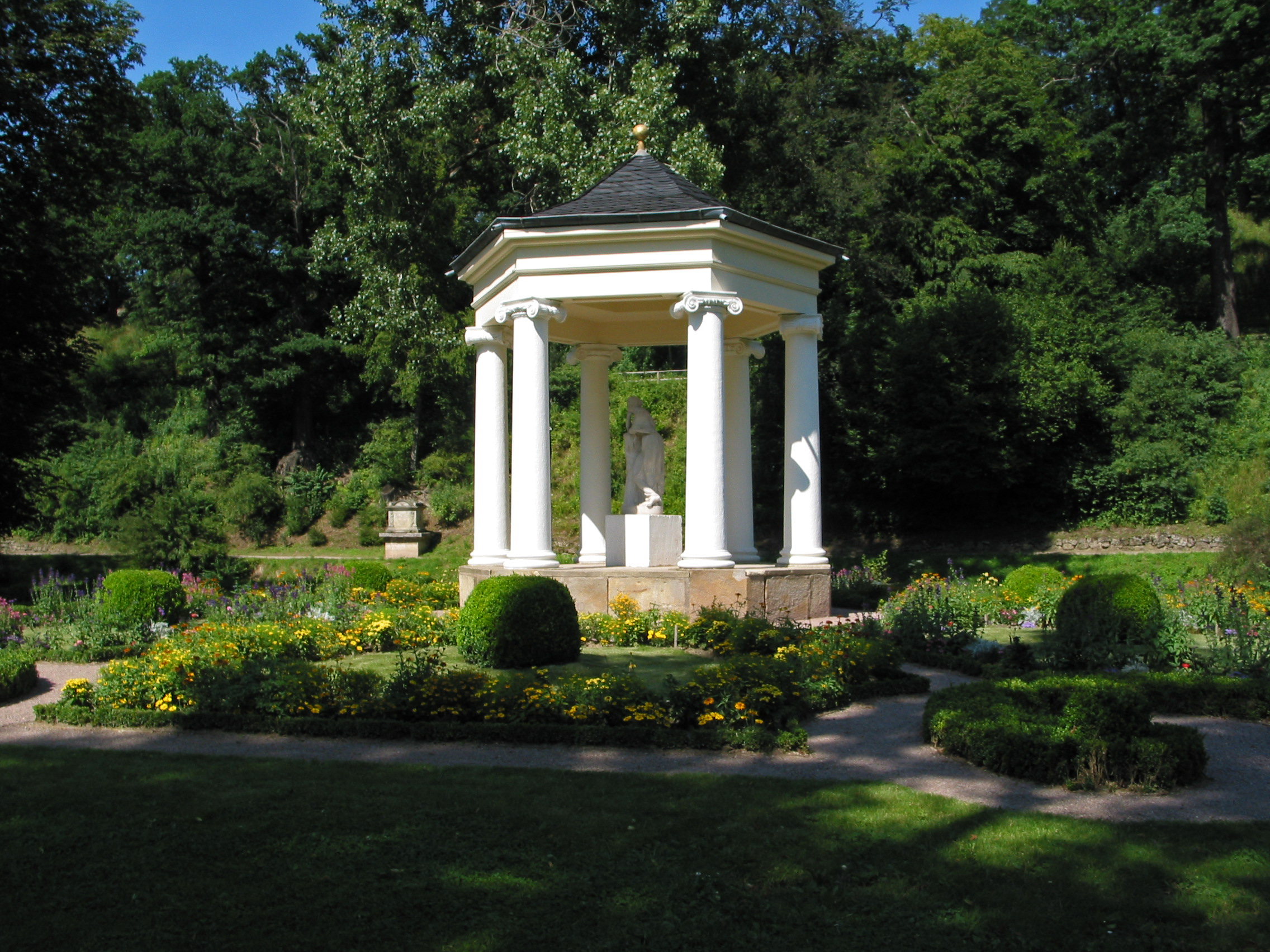
Der Musentempel und seine Kalliope-Skulptur im Schlosspark Tiefurt

Der Musentempel mit einer Kalliope von Martin Gottlieb Klauer auf einem viereckigen Sockel in der Mitte wurde im Jahre 1803 im 21 Hektar großen Schlosspark Tiefurt bei Weimar errichtet. Dass Klauer Kalliope und nicht Polyhymnia meint, geht aus seinem Toreutik-Katalog betreffenden Basreliefs hervor. Die Polyhymnia  hat bei ihm hier auch eine Lyra, die Kalliope mit der gleichen Körperhaltung wie die in Tiefurt hingegen nicht. Er gehört neben dem Teehaus zu den wichtigsten Bestandteilen der Parkarchitektur von Tiefurt. Er hatte aber bereits einen durch Anna Amalia veranlassten und 1784 errichteten Vorgänger, der an das antike Tibur erinnern sollte. Zuvor befand sich hier auch die Figurengruppe Kaunos und Byblis, die 1780 ebenfalls von Martin Gottlieb Klauer geschaffen wurde. Dabei handelt es sich um eine Kopie dieser Gruppe nach einem Abguss aus dem Mannheimer Antikensaal, den Anna Amalia bei Johann Heinrich Merck bestellte. Diese Figurengruppe gelangte 1807 in die Herzogin-Anna-Amalia-Bibliothek.

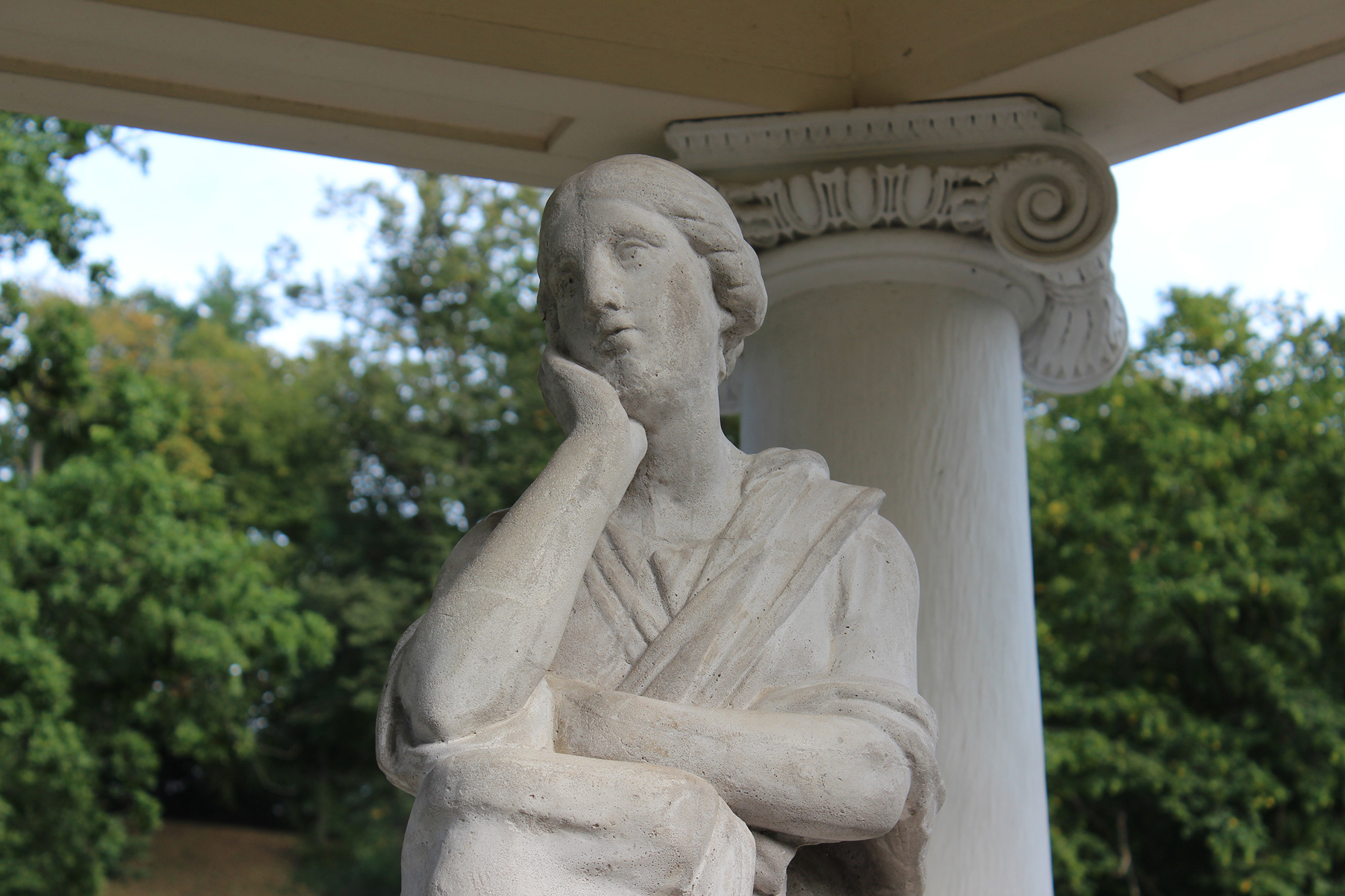
Musentempel, Detailaufnahme

Die Figur der Kalliope kam etwas später an diese Stelle nach der Neuerrichtung des Tempels. Nach dem Tod Anna Amalias 1807 gelangte die Figurengruppe Kaunos und Byblis in Stein in die Anna-Amalia-Bibliothek. Eine weitere Gruppe befindet sich im Weimarer Stadtschloss. Diese in der Bibliothek hatte Klauer nach einem 1779 von ihm hergestellten Abguss der in Mannheim befindlichen Figurengruppe in Kalkstein 1780 gefertigt. Demnach ist es auch die, welche in Tiefurt gestanden hatte.
Außen um den Tempel befindet sich eine aufwendig gestaltete Schmuckbepflanzung. Der auf einer sechseckigen Grundfläche stehende Monopteros mit einem spitzen Schieferdach und Dachknauf ruht auf sechs ionischen Säulen.

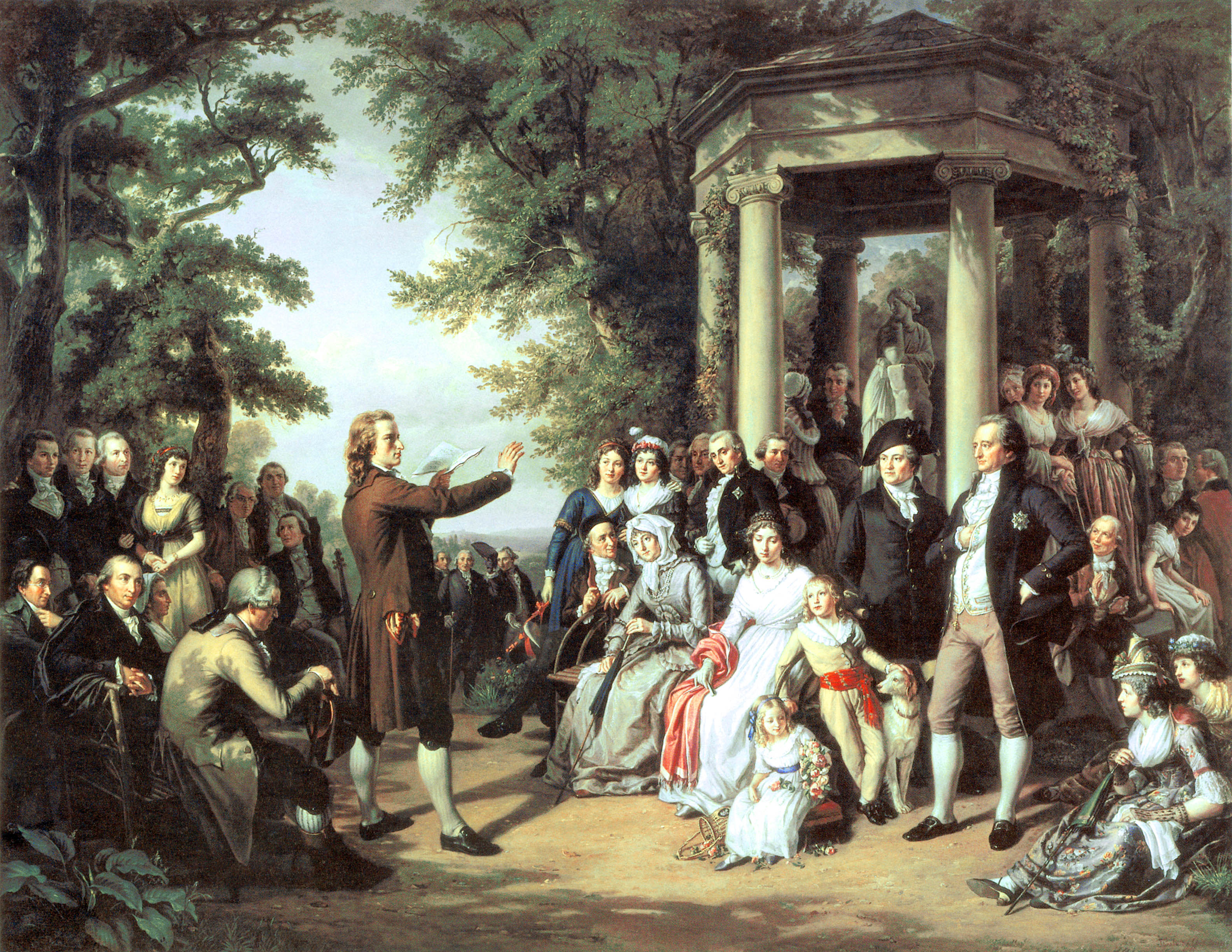
Der Weimarer Musenhof, Ölgemälde von Theobald von Oer aus dem Jahr 1860

Theobald von Oer malte 1860 eine Szene an dieser Stelle in einer idealisierten Ansicht, in der Friedrich Schiller, Goethe und Carl August gegenüberstehend, vor der Weimarer Hofgesellschaft ein Stück vorträgt. Der Musentempel ist nur im Zusammenhang mit dem sogenannten Weimarer Musenhof verständlich.
Als Bestandteil des Schlossparkes Tiefurt gehört es seit 1998 als Teil des Ensembles Klassisches Weimar zum UNESCO-Weltkulturerbe.
Die weitgehende Auslichtung der Gehölze um die Rabatten, die den Tempel säumen, dürfte wohl unter Eduard Petzold erfolgt sein. Die Bepflanzung in der heutigen Gestalt geht auf ihn zurück.